# Ernest R. Davidson
Ernest R. Davidson, nascut el 12 d'octubre de 1936 a Terre Haute, Indiana, és professor emèrit de Química a la Universitat de Washington a la ciutat de Seattle als Estats Units.
El seu nom és associat a la correcció de Davidson i a la diagonalització de Davidson, aquest últim aplicat a diagonalitzar les enormes matrius que apareixen als mètodes basats en interacció de configuracions. És autor de més de quatre cents publicacions.
Ha estat guardonat amb diversos premis, a més de ser membre de l'Acadèmia internacional de ciència quàntica molecular (1981), de l'Associació americana per l'avanç de la ciència (1985), així com de l'Acadèmia Nacional de Ciències dels Estats Units (1987).